# Kaukuna Kahekili
Kaukuna Kahekili, zvan i Kehikili ili Kehikiri u nekim izvorima, bio je havajski poglavica.

## Biografija
Kaukuna je možda bio potomak kraljeva otoka Mauija. Ta je teorija svoje uporište našla u tome što su se dva kralja Mauija zvala Kahekili. Poznatiji je bio Kahekili II.
Postoji i tvrdnja da je on imao španjolske krvi u venama.
Tu je i prilično sigurna pretpostavka da su mu roditelji bili kraljica Peleuli i poglavica Kavelookalani, sin Keoue Velikoga.
Njegov je brat bio Kaiko, čija je žena bila Haaheo.
Oženio je kraljicu Kahakuhaʻakoi Wahinepio. Nisu imali djece. Bio je poočim kraljice Kekauōnohi.
Zajedno sa svojim rođacima obratio se na kršćanstvo.